# Hemisus
Hemisus Gaige, 1926 è un genere di anfibi anuri, unico appartenente della famiglia Hemisotidae, presenti nell'Africa subsahariana.

## Tassonomia
Comprende nove specie
- Hemisus barotseensis Channing and Broadley, 2002
- Hemisus brachydactylus Laurent, 1963
- Hemisus guineensis Cope, 1865
- Hemisus guttatus Rapp, 1842
- Hemisus marmoratus Peters, 1854
- Hemisus microscaphus Laurent, 1972
- Hemisus olivaceus Laurent, 1963
- Hemisus perreti Laurent, 1972
- Hemisus wittei Laurent, 1963